# جون جي. بيلشر
جُون جي. بيلشر (بالإنجليزية: June J. Pilcher)‏ أستاذة خريجة متميز في علم النفس في جامعة كليمسون. تخصصها هو دراسة عادات النوم وآثار الحرمان من النوم على البشر. حصلت على لقب زميل جمعية علم النفس عام 2010، ومن عام 2016 حتى عام 2018 كانت محاضرة متميزة في سيجما كاي. في عام 2018، كرمتها الأكاديمية الوطنية للعلوم بمنحة جيفرسون للعلوم التي سمحت لها بالعمل في الوكالة الأمريكية للتنمية الدولية. في عام 2019، استضافت ندوة في جامعة نبراسكا في مقهى كيرني ساينس بعنوان الدماغ المخادع.

## وصلات خارجية
- منشورات جون جي. بيلشر مفهرسة بواسطة الباحث العلمي من جوجل